# Eduardo Ramos-Izquierdo
Eduardo Ramos-Izquierdo (Ciudad de México, 1951) es un poeta, narrador y universitario mexicano. Ha publicado poemarios y volúmenes de cuento y de novela corta. Como catedrático, ha sido invitado para impartir conferencias en diversas universidades de Europa, América y África. Es el teórico del concepto de Escrituras plurales.

## Años formativos
Eduardo Ramos-Izquierdo nació en la Ciudad de México. Desde su adolescencia, cursó estudios profesionales en el Conservatorio Nacional de Música y más tarde trabajaría como asesor musical en Radio Universidad. En 1976, concluyó sus estudios de Matemático en la Facultad de Ciencias de la UNAM con una tesis sobre el sistema axiomático. Esta doble experiencia, tanto musical como científica, aportará una singularidad a su obra literaria. En la misma UNAM, Ramos-Izquierdo realizó estudios literarios en la Facultad de Filosofía y Letras. En 1977 defendió una tesis de maestría sobre la poesía de José Gorostiza bajo la asesoría de Ramón Xirau.
En 1975, Ramos-Izquierdo realizó un primer viaje a Europa para estudiar lengua y literatura en Londres y visitar Bélgica, Holanda, Alemania, Italia y, principalmente, Francia.  Esta primera estancia en el extranjero resultó esencial en el desarrollo de sus estudios y de su creación. En noviembre de 1977, Ramos-Izquierdo llegó a Francia para realizar un doctorado de literatura en París que concluyó en 1981. A partir de esa fecha, su pasión por el viaje le ha permitido acumular más de una cincuentena de visitas y estancias en países de Europa, Oriente y África que han nutrido su cultura y la escritura de su obra literaria.

## Actividad literaria
En 1981 y 1982 aparecieron i² y 7, los primeros poemarios de Ramos-Izquierdo, en los que ensaya una poética del número y del juego métrico, enunciados en un lenguaje propio. Durante años, su práctica de la escritura poética ha sido una constante existencial, mantenida en un ámbito discreto y personal. Fue hasta 2005 cuando se reunieron los poemarios escritos durante esos años de silencio en el volumen titulado En las orillas del tiempo. En 2010, cinco años después, se compiló en Sevilla una edición más completa de su creación poética.
A partir de los años 2000, empezaron también a editarse sus obras en prosa. Dada su inclinación particular por el género breve, Ramos-Izquierdo privilegió la escritura cuentística y de novelas cortas. En 2002, 2003 y 2006, se publicaron tres volúmenes de su prosa de ficción. En 2012, su segunda novela corta, En la zona  prohibida, fue traducida al italiano. En los últimos años, parte de su producción cuentística y poética inédita ha sido publicada en revistas literarias.

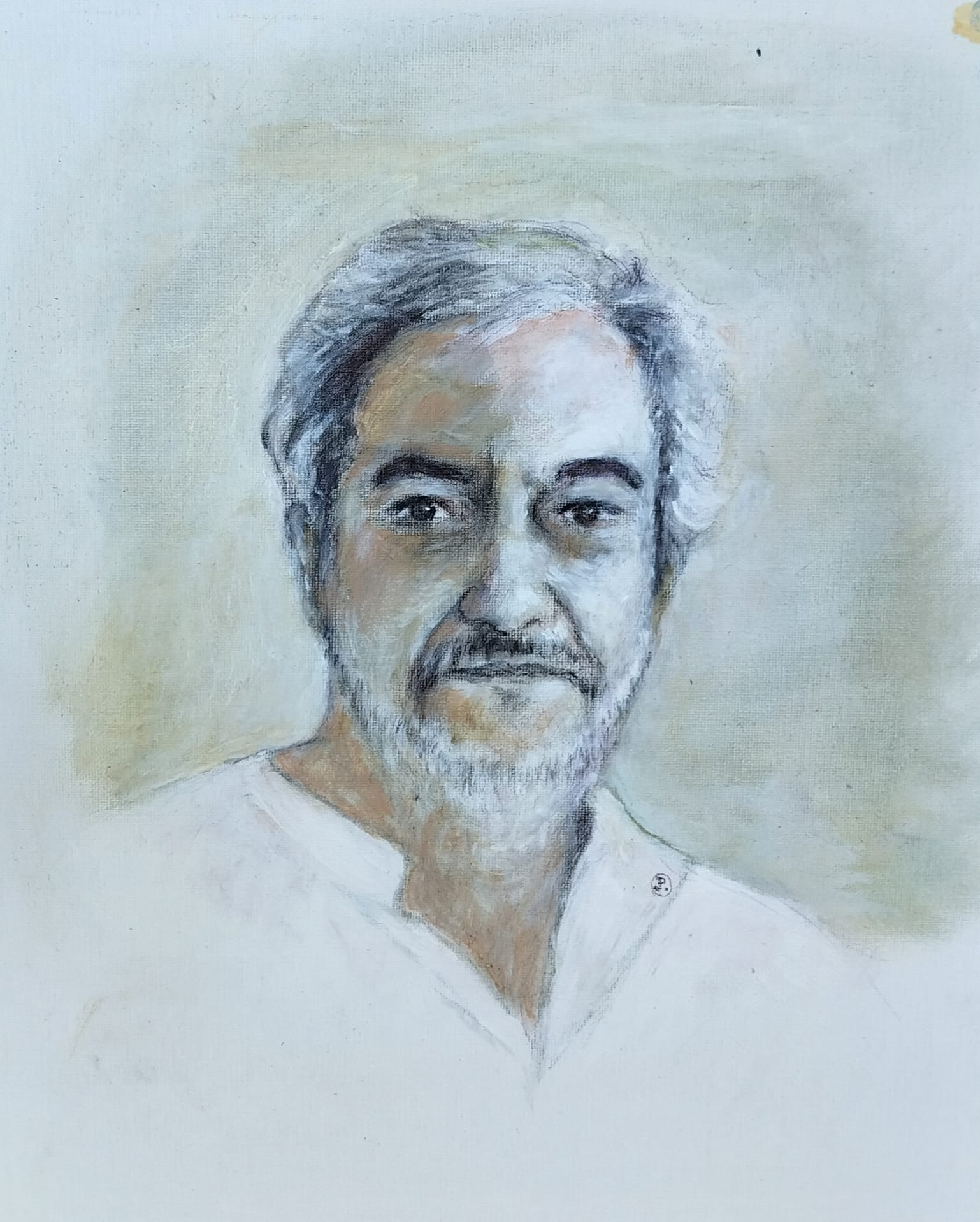
Retrato de Eduardo Ramos-Izquierdo por Jean-Paul Duviols

## Desempeño universitario
Además de su obra literaria, Ramos-Izquierdo ha mantenido una actividad académica constante. En 1981, se doctoró en literatura en la Universidad de París 8 con una tesis sobre Paz y Mallarmé. En 1986, obtuvo un segundo doctorado en musicología en la Universidad de París IV. Desde 1973 en México, impartió cursos en las Facultades de Ciencias y de Filosofía y Letras de la UNAM. En Francia, ejerció la docencia en las universidades de París 8, Saint-Etienne, Limoges y París IV. De 2008 a 2020, ocupó la cátedra de Literatura Latino-americana en París-IV Sorbonne. Como investigador, ha asesorado una veintena de tesis doctorales y publicado más de una centena de artículos y ensayos. De igual manera, ha sido editor de diversas publicaciones académicas. De 2012 a 2020, dirigió  la revista en línea Les Ateliers du SAL, espacio de expresión de su concepto teórico Escrituras plurales. 

## Análisis de la obra

### Principios estéticos
La prosa de Ramos-Izquierdo se caracteriza por una fuerte dimensión lúdica en sus temas y en su relación con el lector, al combinar la argucia y la complicidad. Como en su actividad poética, la prosa de Ramos-Izquierdo se distingue por un estilo pulido y cuidado Si bien el autor ha manifestado en diversas ocasiones su interés por el género fantástico, su obra mezcla una pluralidad de géneros, que oscila desde tramas realistas hasta narrativas policiacas, desde lo lírico y erótico hasta lo erudito y metatextual. El crítico y académico de la Sapienza, Stefano Tedeschi, escribe al respecto: 
“Muchos son de hecho los aspectos lúdicos de la escritura de RIZQ [Ramos-Izquierdo]. En primer lugar, está el juego de la literatura, las innumerables referencias literarias, los guiños a diferentes géneros, que provocan el placer de hacer interactuar elementos dispares entre sí [...]. Sin embargo, no falta tampoco el juego matemático [...]: el juego de las combinaciones numéricas, de las posibles simetrías y de las correspondencias numerológicas, [que] resulta fascinante”

### Espacios narrativos
A diferencia de varios autores latino-americanos radicados en Europa, buena parte de la obra de ficción de Ramos-Izquierdo aparece enraizada en una realidad cotidiana europea. En particular, varios de sus cuentos, así como de sus novelas cortas, tienen a la ciudad de París como espacio narrativo.
Dieciséis de sus cuentos y sus dos novelas cortas se inscriben en un escenario francés:
- En La dama sombría: “La tina”, “El safari”, “El eco de la risa”, “Las veinticuatro horas de Le Mans”.
- En Los años vacíos: “El permiso”, “El cortocircuito”, “María Sofía”, “La mirada en la sombra”, “El postre”, “Un asunto de familia”, “La promoción”, “Las sobremesas”.
- En La voz del mar: “Patchwork”, “El domingo en Fontainebleau”, “El collar”, “Los remedios”.
- Los años vacíos.
- En la zona prohibida.

## Obra literaria

### Poesía
- i², París, Capitales, 1981, 72 p.
- 7, México, Katún, 1982, 74 p. (ISBN 978-968-430-018-7 et 978-968-430-018-7)
- En las orillas del tiempo (1981-2003), México, Rilma 2, 2005, 190 p. (ISBN 978-970-94583-0-5 et 978-970-94583-0-5)
- Poesía y poética (1978-2010), Sevilla, Arcibel, 2010, 344 p. (ISBN 978-84-96980-89-1 et 978-84-96980-89-1)
- Una selección de poemas en: El Lejano Oriente en la poesía mexicana, Elsa Cross (dir.), UNAM, México, 2023. (ISBN 9786073070201).

### Novela corta
- “Los años vacíos”,  Los años vacíos, México, siglo XXI, 2002, pp.
- En la zona prohibida, México, Rilma 2, 2006, 74 p. (ISBN 9709458310; 9789709458312). Traducción al italiano: Nella zona proibita, Salerno, Edizioni Arcoiris, 2012, 96 p. (ISBN 9788896583241; 8896583241).

### Cuento
- Los años vacíos, México, Siglo XXI Editores, 2002, 194 p. (ISBN 978-968-23-2374-4 et 978-968-23-2374-4)
- La dama sombría, México, El viejo pozo/Universidad Autónoma de Chiapas, 2003, 182 p. (ISBN 978-968-7495-86-6 et 978-968-7495-86-6)
- La voz del mar, México, Rilma 2, 2006, 132 p. (ISBN 978-970-94583-2-9 et 978-970-94583-2-9)

### Traducción
- "Desgarradura [traducción de "Écartèlement" de E. M. Cioran, NRF, 1978]", Vuelta (México), Nº 29, abril 1979, pp. 4-8. 1979 [con Octavio Paz].